# Fernando Arcega
Fernando Arcega Aperte (Saragozza, 3 aprile 1960) è un ex cestista spagnolo.
È il fratello minore di José Ángel Arcega.

## Carriera
Con la Spagna ha disputato due edizioni dei Giochi olimpici (Los Angeles 1984, Seul 1988), i Campionati mondiali del 1986 e tre edizioni dei Campionati europei (1983, 1987, 1991).

## Palmarès
- Copa del Rey: 2

Saragozza: 1984, 1990